# Carl von Essen (Fechter)
Carl Thure Henrik von Essen (* 18. Oktober 1940 in Jönköping; † 11. November 2021 in Björnlunda) war ein schwedischer Degenfechter.

## Erfolge
Carl von Essen wurde 1974 in Grenoble und 1975 in Budapest mit der Mannschaft Weltmeister. Außerdem gewann er mit ihr 1966 in Moskau, 1969 in Havanna, 1971 in Wien und 1978 in Hamburg jeweils Bronze. Mit Bronze sicherte er sich 1969 in Havanna zudem seine einzige WM-Medaille im Einzel. Dreimal nahm er an Olympischen Spielen teil: 1968 belegte er in Mexiko-Stadt mit der Mannschaft den neunten Rang, vier Jahre darauf wurde er in München mit der Mannschaft Siebter. In der Einzelkonkurrenz schied er 1972 in der ersten Runde aus. Bei den Olympischen Spielen 1976 zog er in Montreal im Mannschaftswettbewerb ungeschlagen ins Finale ein, in dem die schwedische Equipe Deutschland mit 8:5 bezwang. Gemeinsam mit Göran Flodström, Rolf Edling, Leif Högström und Hans Jacobson wurde Von Essen somit Olympiasieger.